# Aragarças
| \| Aragarças \|            |
| Lage der Gemeinde in Goiás |
| Aragarças                  |

| Aragarças |

Aragarças, amtlich Município de Aragarças, ist eine brasilianische politische Gemeinde im Bundesstaat Goiás in der Mesoregion Nordwest-Goiás und in der gleichnamigen Mikroregion Aragarças. Sie liegt westlich der brasilianischen Hauptstadt Brasília und westnordwestlich von Goiânia, der Hauptstadt des Bundesstaates.

## Geografische Lage

### Administrative Gliederung
Aragarças grenzt
- im Norden an die Gemeinde Araguiania MG
- im Osten an Montes Claros de Goiás
- im Süden an Bom Jardim de Goiás
- im Südwesten an Baliza
- im Westen an Pontal do Araguaia und Barra do Garças (beide MG)

### Geografische Gliederung
Aragarças bildet zusammen mit Barra do Garças und Pontal do Araguaia ein zusammenhängendes, städtisches Siedlungsgebiet.
Die Gemeinde liegt am östlichen Ufer des Rio Araguaia, dem Grenzfluss zwischen Goiás und Mato Grosso, bei der Mündung seines linken Zuflusses Rio Garças, dem Grenzfluss zwischen Pontal do Araguaia und Barra do Garças. Zwei Brücken der brasilianische Bundesstraße BR-070 verbinden die drei Gemeinden.

## Geschichte
Als erste drangen 1872 Diamantsucher in die Gegend von Araguaiana vor. Sie wurden von dem dort ansässigen indigenen Stamm der Bororós massakriert.

1933 ermutigte die Nachricht von der Entdeckung riesiger Diamantsteine viele Bergleute zum Aufbruch in das Landesinnere.
Ab den 1940er Jahren war Aragarças der Ausgangspunkt für die Bewegung Marsch nach Westen (portugiesisch Marcha para o Oeste), welche von der Regierung des Präsidenten Getúlio Vargas ausgerufen wurde. Das Ziel der Bewegung war die Kultivierung und Erschließung des damals noch weitgehend unbekannten und isolierten Mittelwestens von Brasilien (damals noch hinterland genannt). 1943 wurde die Expedition Roncador-Xingu gegründet, deren Basis sich in Aragarças befand. Die Expedition war der im gleichen Jahr gegründeten Stiftung Zentralbrasilien (port.: Fundação Brasil Central (FBC)) unterstellt, deren Zielsetzung die Etablierung von Siedlungen war. Im Zuge dessen entstanden unter anderem der Flughafen mit asphaltierter Piste mit Funk- und Wetterstation, Hotels, viele Straßen wie auch die beiden armierten Betonbrücken, welche Goiás mit Mato Grosso verbinden.